# Ednör - L'attaque
Ednör - L'attaque sont des montagnes russes inversées du parc La Ronde, situé à Montréal, au Canada. C'est un Suspended Looping Coaster construit par Vekoma.

## Historique
L'attraction a été ouverte pour la première fois le 29 mai 1999 au parc Six Flags Astroworld sous le nom de Serial Thriller. Ce sont les dernières montagnes russes à avoir ouvert dans le parc. Elle a fermé avec le parc le 30 octobre 2005.
L'attraction a été stockée au parc The Great Escape & Splashwater Kingdom de 2005 à 2009.
En septembre 2009, les pièces de Serial Thriller ont été expédiées à La Ronde, où elles ont été exposées dans la zone d'entrée. Entre février et avril 2010, les montagnes russes ont été installées au-dessus du Lac des Dauphins. Le 15 avril 2010, le parc a annoncé que le nouveau nom de l'attraction serait Ednör - L'attaque, d'après le nom d'un monstre marin fictif qui serait apparu sur le Lac des Dauphins. Elle a ouvert le 15 mai 2010.

## Description
Le nom de l'attraction vient du mot « Ronde » écrit à l'envers. Il y a un pré-show qui parle de divers monstres marins à travers le monde et des effets spéciaux directement en rapport avec le monstre, comme une zone brumeuse qui entoure le parcours. Le circuit est celui d'un Vekoma SLC 689. Durant le parcours, il y a deux geysers qui arrosent en partie les occupants de l'attraction. Ceux-ci démontrent la forme du monstre Ëdnor qui rôde dans le Lac des Dauphins. Les geysers sont retirés au cours de la saison 2019. Le dessous de l'attraction était dans l'eau lors de la construction mais au cours de la saison 2019, la partie où se situe Ednör fut recouverte de roche.

## Trains
2 trains de 10 wagons. Les passagers sont placés à deux sur un seul rang pour un total de 20 passagers par train.